# FK Leotar Trebinje
Der Fudbalski Klub Leotar Trebinje ist ein bosnisch-herzegowinischer Fußballverein aus Trebinje. Der Verein spielt in der Saison 2023/24 in der zweithöchsten Spielklasse Bosnien und Herzegowinas, der Prva Liga. Die Vereinsfarben sind blau-weiß.

## Geschichte
Der Verein wurde am 19. August 1925 im SHS-Staat gegründet. In der Anfangszeit gehörte er zum Auffangbecken zukünftiger Stars des jugoslawischen Fußballs. Obwohl der Klub immer starke Fußballer in seine Reihen hatte, schaffte es der FK Leotar bis zum Zerfall Jugoslawien nie in die höchste Spielklasse des ehemaligen Staates.
Seit Anfang der 2000er Jahre ist der Verein Mitglied im bosnisch-herzegowinischen Verband und spielte lange Zeit in der Premijer Liga, der höchsten bosnisch-herzegowinischen Spielklasse. Den größten Erfolg hatte der FK Leotar unter Trainer Milan Jovin, der die Mannschaft als Liganeuling am Saisonende 2002/03 zur ersten nationalen Meisterschaft führte. Durch diesen Erfolg spielte die Mannschaft ein Jahr darauf in der Champions League, in der man jedoch gegen den tschechischen Vertreter Slavia Prag in der zweiten Qualifikationsrunde ausschied. 
Ab dann ging es jedoch sportlich gesehen bergab: die finanziellen Probleme wurden immer größer, und der FK Leotar stieg schließlich in der Saison 2013/14 in die Prva Liga Republike Srpske ab. Erst sechs Jahre später erfolgte der Aufstieg zurück in die Zweitklassigkeit und 2021 der direkte Durchmarsch in die Premijer Liga. Doch nach nur zwei Spielzeiten stieg man wieder in die Prva Liga ab. 

## Erfolge
- Bosnisch-herzegowinischer Meister: 2002/03
- Kup Republike Srpske: 2002, 2004, 2021

## Europapokalbilanz
| Saison  | Wettbewerb            | Runde                  | Gegner          | Gesamt | Hin     | Rück    |
| ------- | --------------------- | ---------------------- | --------------- | ------ | ------- | ------- |
| 2003/04 | UEFA Champions League | 1. Qualifikationsrunde | CS Grevenmacher | 2:1    | 0:0 (A) | 2:0 (H) |
| 2003/04 | UEFA Champions League | 2. Qualifikationsrunde | Slavia Prag     | 1:4    | 1:2 (H) | 0:2 (A) |

Gesamtbilanz: 4 Spiele, 1 Sieg, 1 Unentschieden, 2 Niederlagen, 3:4 Tore (Tordifferenz −1)

## Stadion
Heimstätte des Vereins ist das Stadion Police mit einem Fassungsvermögen von 8.550 Personen. Die Anhänger des Klubs werden Tigrovi (Tiger) genannt.

## Ehemalige Spieler
- Mijat Gaćinović (????–2010)
- Gojko Cimirot (2009–2013)
- Haris Handžić (2022–2023)

## Ehemalige Trainer
- Milan Jovin (2002–2004)